# Otto Baensch (Ingenieur)

Otto Baensch

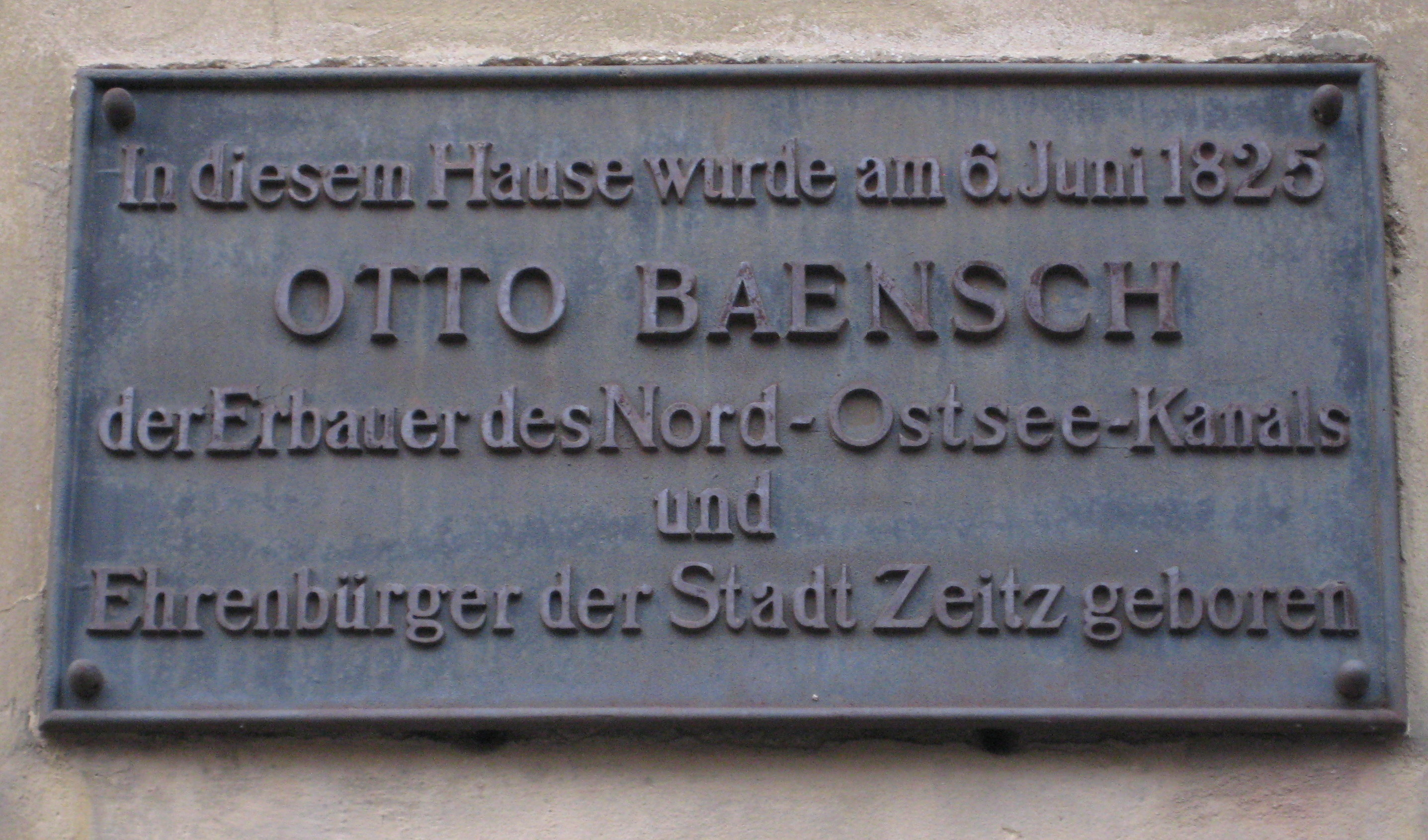
Gedenktafel an seinem Geburtshaus in Zeitz / Sachsen-Anhalt

Otto Baensch, ab 1895 eigentlich Otto von Baensch (* 6. Juni 1825 in Zeitz; † 7. April 1898 in Berlin; vollständiger Name: Otto Friedrich Bernhard Baensch), war ein deutscher Bauingenieur und preußischer Baubeamter, der insbesondere auf dem Gebiet des Wasserbaus hervortrat.

## Leben
Otto Baensch studierte von 1842 bis 1847 Vermessungstechnik und Mathematik an der Universität Halle und trat nach dem Besuch der Berliner Bauakademie in den preußischen Staatsdienst. In der ersten Zeit war er vor allem mit dem Bau von Kirchen in der Provinz Pommern beschäftigt. Nachdem er Umbauarbeiten am Camminer Dom geleitet hatte, übernahm er die Leitung des Neubaus der Heringsdorfer Kirche (1848) auf Usedom. 1855 wurde er Landbaumeister im Regierungsbezirk Liegnitz. Ab 1858 war er Bauleiter der Ruhr-Sieg-Bahn. Zwischen 1852 und 1871 war Otto Baensch Wasserbauinspektor in Stralsund und Köslin. In dieser Zeit verfasste er Schriften über Hafenbau, Leuchtfeuer und Deichbau.
Nach seiner Versetzung in das preußische Ministerium für Handel, Gewerbe und öffentliche Arbeiten in Berlin gehörten die Regulierung von Elbe und Rhein, die Kanalisierung des Mainunterlaufes von Frankfurt bis Mainz (1882–1885) und der Deichbau in der Provinz Schleswig-Holstein zu seinen Aufgaben. Ab 1886 leitete er den Bau des Kaiser-Wilhelm-Kanals (1887–1895), des heutigen Nord-Ostsee-Kanals.
Baensch war Ehrenbürger der Stadt Zeitz und wurde mit dem Ehrentitel Geheimer Oberbaurat ausgezeichnet.
Im Königreich Bayern wurde Otto Baensch 1895 der persönliche Adelstitel verliehen, von dessen Verwendung er aber keinen Gebrauch machte.

## Schriften (Auswahl)
- Die Sturmfluth am 12./13. November 1872 an den Ostseeküsten des Preußischen Staates. In: Zeitschrift für Bauwesen, Band 25, Berlin 1875,  Spalte 155–220.